# East Hampshire
East Hampshire is een Engels district in het shire-graafschap (non-metropolitan county OF county) Hampshire en telt 121.000 inwoners. De oppervlakte bedraagt 514 km².
Van de bevolking is 15,9% ouder dan 65 jaar. De werkloosheid bedraagt 1,8% van de beroepsbevolking (cijfers volkstelling 2001).

## Plaatsen in district East Hampshire
- Lovedean

## Civil parishesin district East Hampshire
Alton, Beech, Bentley, Bentworth, Binsted, Bramshott and Liphook, Buriton, Chawton, Clanfield, Colemore and Priors Dean, East Meon, East Tisted, Farringdon, Four Marks, Froxfield and Privett, Froyle, Grayshott, Greatham, Hawkley, Headley, Horndean, Kingsley, Langrish, Lasham, Lindford, Liss, Medstead, Newton Valence, Petersfield, Ropley, Rowlands Castle, Selborne, Shalden, Sheet, Steep, Stroud, West Tisted, Whitehill, Wield, Worldham.